# Detonación inducida por calor
La detonación inducida por calor o cooking off (en inglés) es la explosión prematura o incontrolada de munición o su propelente producida por la existencia de altas temperaturas en el ambiente o el material que la rodea. También se llama cooking off a una técnica utilizada en el lanzamiento de granadas para obtener una explosión controlada y predecible.
Una detonación rápida es producida por fuego mientras que una detonación lenta es producida por un agente térmico menos intenso que el fuego.

## Artillería
Fallas inherentes al diseño en los cañones de cuero suecos hacia comienzos del siglo XVII producían la deformación del cañón, lo que resultaba en la ignición prematura de la pólvora con el consiguiente daño al artillero que operaba el cañón.
Luego de algunos incidentes por detonación inducida por calor en munición de artillería del cañón G-5 hacia finales de la década de 1980, el ejército Sudafricano cambió la orden de "alto el fuego" a "detener la carga". De esta forma los artilleros podían disparar todo proyectil que estuviera cargado en el cañón, evitando así que se calentara y explotara.

## Munición sin vaina
La munición sin vaina no posee el casquillo metálico que típicamente contiene al detonante y la carga explosiva (pólvora) que impulsa la bala. El casquillo absorbe una gran parte del calor resultante del disparo, por lo que expulsarlo caliente y vacío elimina este calor del arma. Es por ello que si se utiliza munición sin casquillo, es preciso contar con otras maneras de reducir este calor, especialmente en armas automáticas, para evitar se produzcan detonaciones inducidas por calor.

## Granadas
Cooking Off también se refiere a la práctica de esperar un breve lapso de tiempo antes de tirar una granada de mano luego de haberla activado (típicamente tirando de la anilla y soltando la palanca). Esto permite que la granada explote en el aire, causando más daño o evitando que el blanco devuelva la granada.

## Rifles y ametralladoras
La detonación inducida por calor es una característica de determinadas ametralladoras, especialmente aquellas enfriadas por aire, capaces de uso sostenido y que poseen "closed bolt". Contrariamente a la cultura popular, el arma no deja un cartucho en la recámara cuyo detonante es encendido por el calor de la recámara haciendo que el arma dispare y cargue un cartucho nuevamente, repitiendo el proceso hasta que se consuma toda la munición porque toma como mínimo diez segundos que el cartucho llegue a la temperatura de fuego. La detonación inducida por calor limita la velocidad de disparo de varios rifles, dado que el disparo continuo calienta la cámara del arma.
En el caso del M249 estadounidense y otras armas de asalto, el fuego continuado sólo es sostenible unos pocos cartuchos debido a que puede generarse tanto calor que la temperatura resultante puede producir una detonación. Un enfriamiento de la recámara ineficiente o insuficiente puede causar una detonación o un fallo del arma por la dilatación del metal. Para rifles con cañones muy livianos, como el M16, el límite de velocidad de fuego continuo es bajo: 16 disparos por minuto, ello resulta en una adecuada disipación de calor y reduce el riesgo de la detonación inducida por calor.
Las siguientes medidas y características ayudan a evitar las detonaciones inducidas por calor:
- Munición con casquillo - Además de otras funciones, el casquillo actúa como disipador de calor protegiendo a la carga propelente. Solo si la temperatura del casquillo se eleva de manera significativa es posible se produzcan detonaciones incontroladas.
- Enfriamiento - Los cañones pueden ser refrigerados por un líquido (como un radiador de un motor de automóvil) o cambiados periódicamente. La mayoría de las ametralladoras modernas (GPMG, es decir ametralladoras de propósito general por las siglas en inglés) son equipadas con dos cañones de cambio rápido, permitiendo que un cañón dispare mientras el otro se enfría.
- Cierre abierto - La mayoría de las ametralladoras de infantería (y subfusiles) disparan a partir del cierre abierto, es decir el cierre permanece en posición retrasada con la recámara abierta y vacía hasta que se acciona el disparador. Cuando se acciona el disparador se suelta el cierre, este avanza, introduce un cartucho en la recámara, la aguja percutora golpea el fulminante y se dispara el cartucho. De este modo, suponiendo una operación adecuada y sin encasquillamientos se evita la posibilidad de una detonación inducida por calor ya que el cartucho no entra en la recámara hasta el momento en que se acciona el disparador.

## Tanques
La detonación inducida por calor es un importante peligro para la tripulación de los tanques dañados. Entre las soluciones que se han probado se cuentan almacenar la munición bajo agua y aislar los compartimentos de munición. La técnica actual, utilizada en tanques como el M1 Abrams, consiste en blindar los compartimientos y proveer paneles que canalizan la fuerza de la explosión al exterior del tanque.